# Cataulacus weissi
Cataulacus weissi é uma espécie de formiga do gênero Cataulacus, pertencente à subfamília Myrmicinae.